# إبادان
إيبادان (Èbá-Ọdàn) عاصمة ولاية أويو، وثاني أكبر مدينة في نيجيريا بعد لاغوس. وهي تقع في جنوب غرب نيجيريا، ونحو 125 كم من الطرق لاغوس وهي أبرز نقطة عبور بين المنطقة الساحلية والمناطق الشمالية.
عدد سكانها (1,060,000) نسمة، يسكنها شعب اليوروبا، معظمها أكواخ من الطين، تصدر الكاكاو والقطن وزيت النخيل، أنشئت فيها جامعة إبادان عام (1948)، وهي من أقدم جامعات نيجيريا.

## المناخ
يظهر الجدول التالي التغييرات المناخية على مدار السنة لإبادان:
| البيانات المناخية لـإبادان        | البيانات المناخية لـإبادان | البيانات المناخية لـإبادان | البيانات المناخية لـإبادان | البيانات المناخية لـإبادان | البيانات المناخية لـإبادان | البيانات المناخية لـإبادان | البيانات المناخية لـإبادان | البيانات المناخية لـإبادان | البيانات المناخية لـإبادان | البيانات المناخية لـإبادان | البيانات المناخية لـإبادان | البيانات المناخية لـإبادان | البيانات المناخية لـإبادان |
| الشهر                             | يناير                      | فبراير                     | مارس                       | أبريل                      | مايو                       | يونيو                      | يوليو                      | أغسطس                      | سبتمبر                     | أكتوبر                     | نوفمبر                     | ديسمبر                     | المعدل السنوي              |
| --------------------------------- | -------------------------- | -------------------------- | -------------------------- | -------------------------- | -------------------------- | -------------------------- | -------------------------- | -------------------------- | -------------------------- | -------------------------- | -------------------------- | -------------------------- | -------------------------- |
| الدرجة القصوى °م (°ف)             | 37.2 (99.0)                | 38.9 (102.0)               | 38.3 (100.9)               | 37.2 (99.0)                | 35.0 (95.0)                | 33.3 (91.9)                | 31.7 (89.1)                | 31.7 (89.1)                | 35.6 (96.1)                | 33.3 (91.9)                | 33.9 (93.0)                | 35.6 (96.1)                | 38.9 (102.0)               |
| متوسط درجة الحرارة الكبرى °م (°ف) | 32.3 (90.1)                | 34.0 (93.2)                | 33.5 (92.3)                | 32.3 (90.1)                | 31.2 (88.2)                | 29.6 (85.3)                | 27.8 (82.0)                | 27.2 (81.0)                | 28.5 (83.3)                | 29.7 (85.5)                | 31.3 (88.3)                | 31.9 (89.4)                | 30.8 (87.4)                |
| المتوسط اليومي °م (°ف)            | 25.7 (78.3)                | 26.9 (80.4)                | 26.9 (80.4)                | 26.3 (79.3)                | 25.6 (78.1)                | 25.1 (77.2)                | 23.6 (74.5)                | 23.1 (73.6)                | 23.9 (75.0)                | 24.3 (75.7)                | 25.6 (78.1)                | 25.5 (77.9)                | 25.2 (77.4)                |
| متوسط درجة الحرارة الصغرى °م (°ف) | 20.9 (69.6)                | 21.9 (71.4)                | 22.5 (72.5)                | 22.0 (71.6)                | 21.7 (71.1)                | 21.6 (70.9)                | 21.2 (70.2)                | 20.7 (69.3)                | 21.8 (71.2)                | 21.7 (71.1)                | 21.6 (70.9)                | 20.7 (69.3)                | 21.5 (70.7)                |
| أدنى درجة حرارة °م (°ف)           | 10.0 (50.0)                | 11.1 (52.0)                | 15.0 (59.0)                | 18.3 (64.9)                | 17.8 (64.0)                | 17.8 (64.0)                | 16.1 (61.0)                | 15.6 (60.1)                | 17.2 (63.0)                | 17.8 (64.0)                | 15.6 (60.1)                | 11.1 (52.0)                | 10.0 (50.0)                |
| معدل هطول الأمطار مم (إنش)        | 10 (0.4)                   | 25 (1.0)                   | 91 (3.6)                   | 135 (5.3)                  | 152 (6.0)                  | 188 (7.4)                  | 155 (6.1)                  | 86 (3.4)                   | 175 (6.9)                  | 160 (6.3)                  | 46 (1.8)                   | 10 (0.4)                   | 1٬233 (48.5)               |
| متوسط الأيام الممطرة (≥ 0.3 mm)   | 1                          | 3                          | 7                          | 9                          | 14                         | 17                         | 15                         | 13                         | 18                         | 18                         | 7                          | 1                          | 123                        |
| متوسط الرطوبة النسبية (%)         | 76                         | 73                         | 77                         | 82                         | 85                         | 87                         | 89                         | 88                         | 88                         | 87                         | 83                         | 79                         | 83                         |
| ساعات سطوع الشمس الشهرية          | 198.4                      | 197.8                      | 186.0                      | 180.0                      | 195.3                      | 147.0                      | 86.8                       | 65.1                       | 93.0                       | 164.3                      | 207.0                      | 220.1                      | 1٬940٫8                    |
| ساعات سطوع الشمس اليومية          | 6.4                        | 7.0                        | 6.0                        | 6.0                        | 6.3                        | 4.9                        | 2.8                        | 2.1                        | 3.1                        | 5.3                        | 6.9                        | 7.1                        | 5.3                        |
| المصدر: الأرصاد الجوية الألمانية  |                            |                            |                            |                            |                            |                            |                            |                            |                            |                            |                            |                            |                            |

## توأمة
لإبادان اتفاقيات توأمة مع:
- كليفلاند

## أعلام
- هوغو ويفنغ
- فاتاي أينلا
- أولارنواجو كايودي
- بيتر أولاينكا
- موتيو أديبوجو
- موداشيرو لاوال
- شادي أدو
- رشيدي يقيني
- اليزابيث اليكساندر
- مرتضى بن أبي بكر غاتا
- سيغون ألوانيي